# Una declaració d'independència del ciberespai
Una declaració d'independència del ciberespai és un document sobre l'aplicabilitat (o no) d'un govern d'Internet en els moments de ràpid creixement lligats a l'aparició de la web. Va ser escrit per John Perry Barlow, fundador de la Electronic Frontier Foundation, i publicat el 8 de febrer de 1996 a Davos, Suïssa, com a resposta a l'aprovació als Estats Units d'Amèrica de la llei Telecommunications Act. Va ser traduïda al català per Llorenç Valverde i Teo Vidal i Sol. La declaració, en setze paràgrafs curts, rebutja el control d'internet per qualsevol força externa, especialment els Estats Units. Defensa que els Estats Units no tenen el consentiment dels governats per aplicar lleis a internet, i que aquesta queda fora de les fronteres de qualsevol país. És més, internet està desenvolupant el seu propi contracte social per tal de determinar com solucionar els problemes.
| «                   | Governants del món industrialitzat, cansats gegants de carn i acer, vinc del Ciberespai, la nova llar de la ment. En nom del futur, a vosaltres, que sou del passat, us deman que ens deixeu en pau. No sou benvinguts entre nosaltres. No teniu cap autoritat on ens reunim. | » |
| — John Perry Barlow | |   |